# Línguas berberes
As línguas berberes, amazigues (ou, fonologicamente mais correto, amazirres), tamazigues ou também tamazirtes (Nome berbere: Tamaziɣt, Tamazight, Thamazight; neo-tifinague: ⵜⴰⵎⴰⵣⵉⵖⵜ, tifinague tuaregue: ⵜⵎⵣⵗⵜ, pronunciado [tæmæˈzɪɣt], pronunciado [θæmæˈzɪɣθ]) constituem um grupo linguístico composto de 25 ou 26 línguas pertencente à família linguística afro-asiática. No entanto, alguns autores afirmam que elas pertencem às línguas semíticas. São línguas faladas pelos berberes, povo que deu nome à família, que vivem sobretudo no Magrebe.
A sua forma escrita é pouco conhecida e raras vezes utilizada. Quando escritas, essas línguas utilizam, entre outros, o alfabeto tifinague.

## Lista das línguas berberes
É a seguinte a listagem das línguas berberes, com os países onde são faladas:
- Aujila (Líbia)
- Chenua (Argélia)
- Gadamés (Líbia)
- Gomara (Marrocos)
- Guanche  (Ilhas Canárias)[nota 1]
- Judeu-berbere (Israel)
- Cabila (Argélia)
- Nafusi (Líbia)
- Rifenho (Marrocos)
- Senede (Tunísia)
- Sanhaja de Srair (Marrocos)
- Siwi (Egito)
- Socna (Líbia)
- Tachauite (Argélia)
- Tachelhit (Marrocos)
- Tagargrente (Argélia)
- Tamajaque-taiarte (Níger)
- Tamajaque-taualamate (Níger)
- Tamaque-taagarte (Argélia)
- Tamaxeque (Mali)
- Tamazigue do médio-atlas (Marrocos)
- Tamazigue-temacine (Argélia)
- Tamazigue-tidicelte (Argélia)
- Taznatite (Argélia)
- Tumzabt (Argélia)
- Zenaga